# Pottenstein (Bajorország)
Pottenstein település Németországban, azon belül Bajorországban. Lakosainak száma 5225 fő (2023. december 31.).

## Népesség
A település népessége az elmúlt években az alábbi módon változott:
| Lakosok száma | 978  | 1384 | 2856 | 4995 | 5350 | 5286 | 5257 | 5224 | 5234 | 5225 |
|               | 1875 | 1950 | 1975 | 1987 | 2012 | 2014 | 2016 | 2017 | 2021 | 2023 |

## Fekvése
A B 470-es út mellett Frank-Svájc északi részén található.

## Története

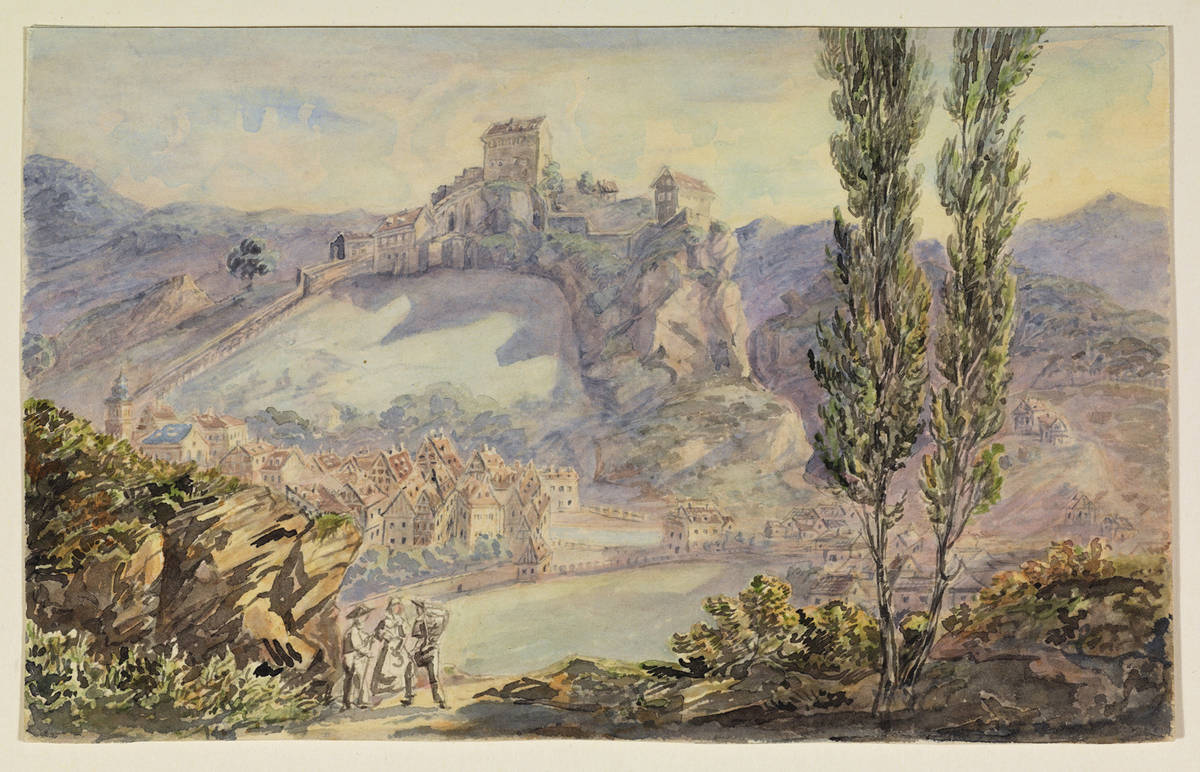
Pottestein vára Karl Theodor von Buseck 1850-ből való festményén

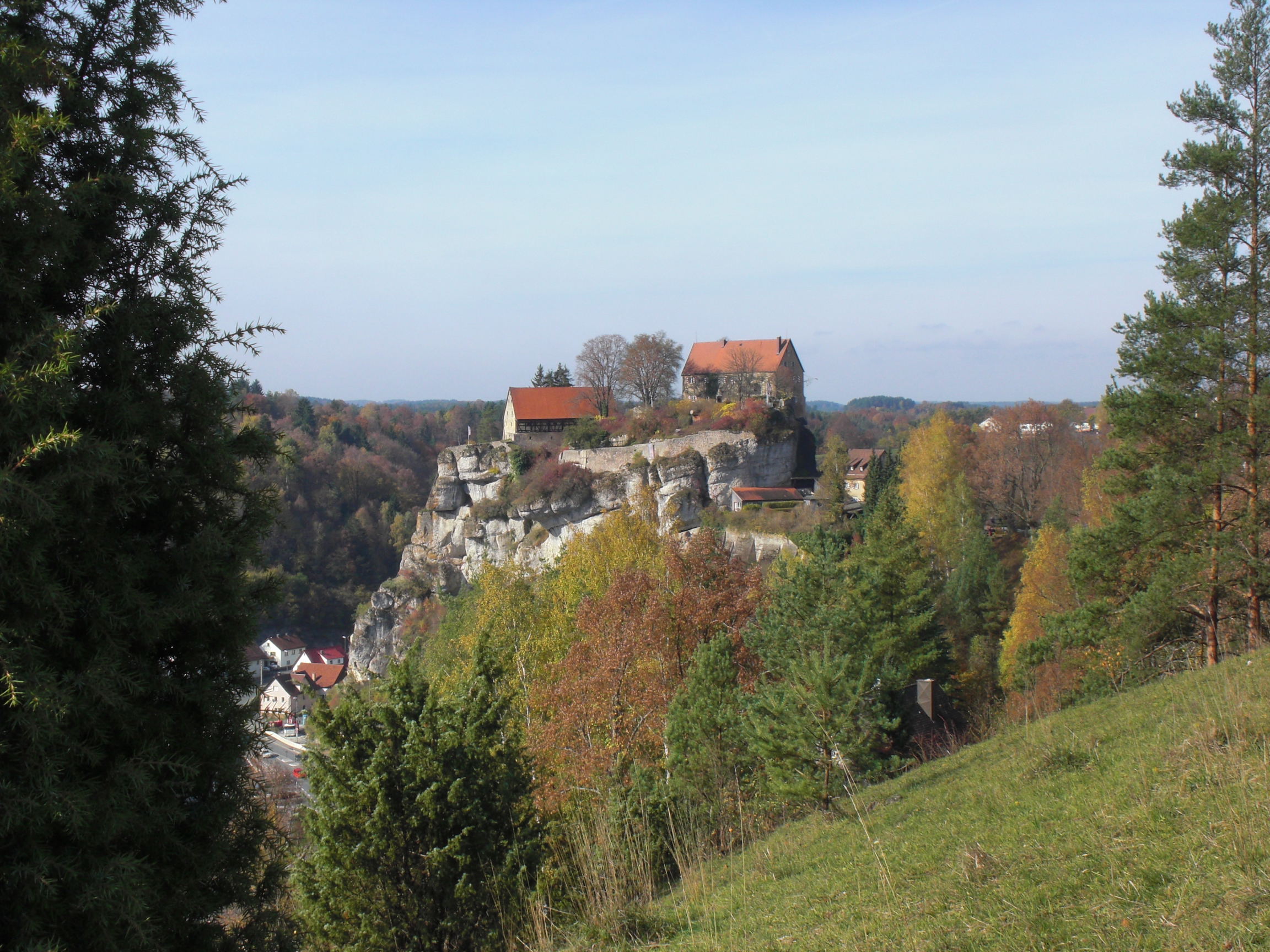

A község felett áll Pottenstein vára, mely a vidéken a legrégibb.  1056-1070 között kezdték építeni. 1227-ben ide menekült nagybátyjához, a bambergi püspökhöz Árpád-házi Szent Erzsébet, miután férje meghalt a keresztes háborúban, sógora pedig a halálhírről értesülve kiűzte őt és gyermekeit a vartburgi várból. Mára az alsó várból (Unterburg) már csak két épület áll a várkapun kívül a ferde lejtésű, fedett őrjárati folyosón túl, a Felső-várban (Oberburg) pedig csak a régi lakóépület (Palas) és a fegyvertár (Zeughaus) áll fenn.
Frank-Svájc egyik leghíresebb látnivalója a Pottenstein közelében található 3 km hosszú Taufelshöhle nevű cseppkőbarlang.
Pottenstein közelébe érve a település bűbájos favázas házai közül kimagasodik a késő gótikus templom tűhegyes csúcsban végződő tornya, melynek szép barokk főoltára 1730-ból való. A szomszédságában lévő egyik fagerendás házban található a helytörténeti gyűjtemény (Heimatmuseum), mely elsősorban a környező barlangok leletanyagáról nevezetes.

## Teufelshöhle cseppkőbarlang

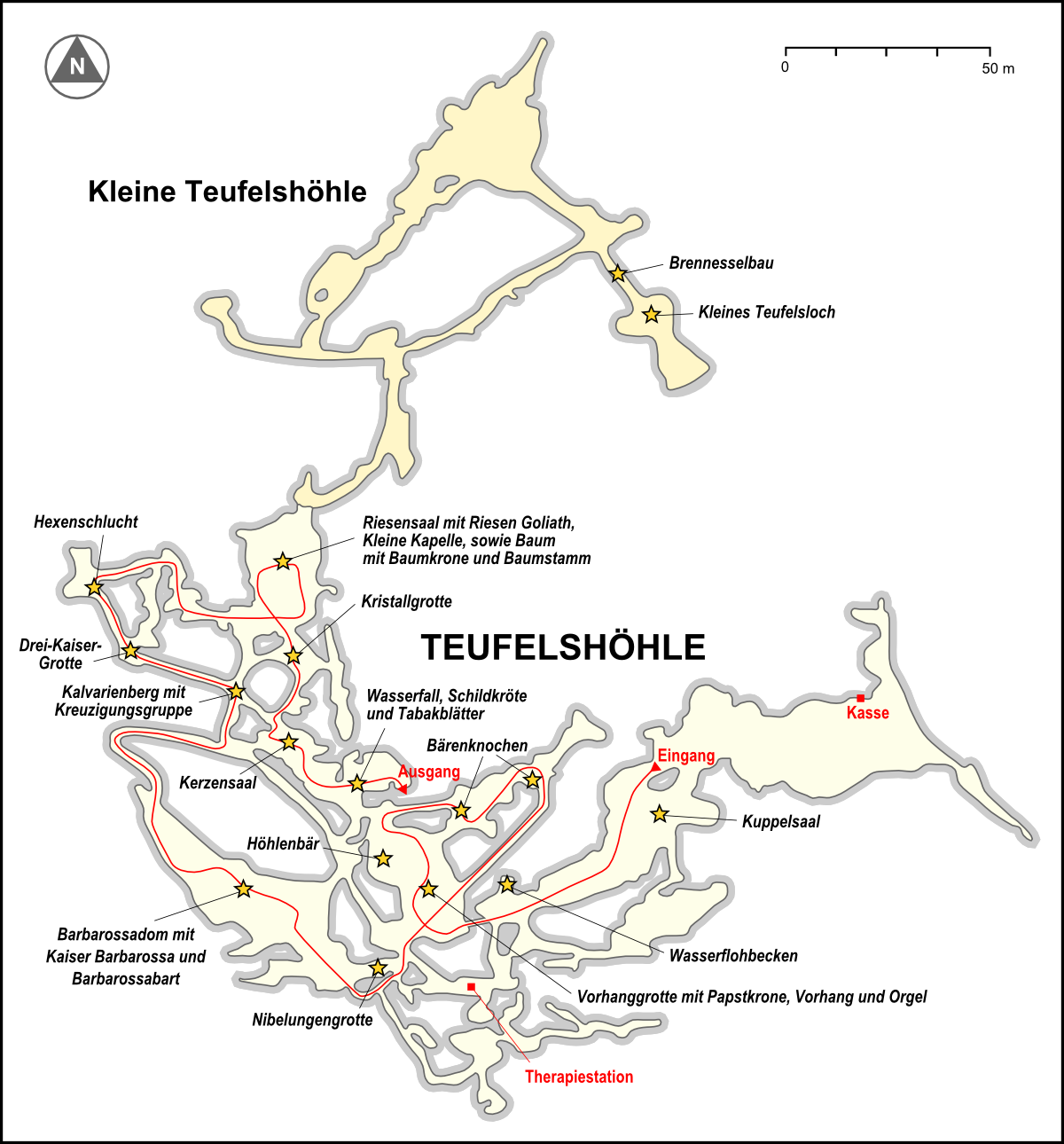
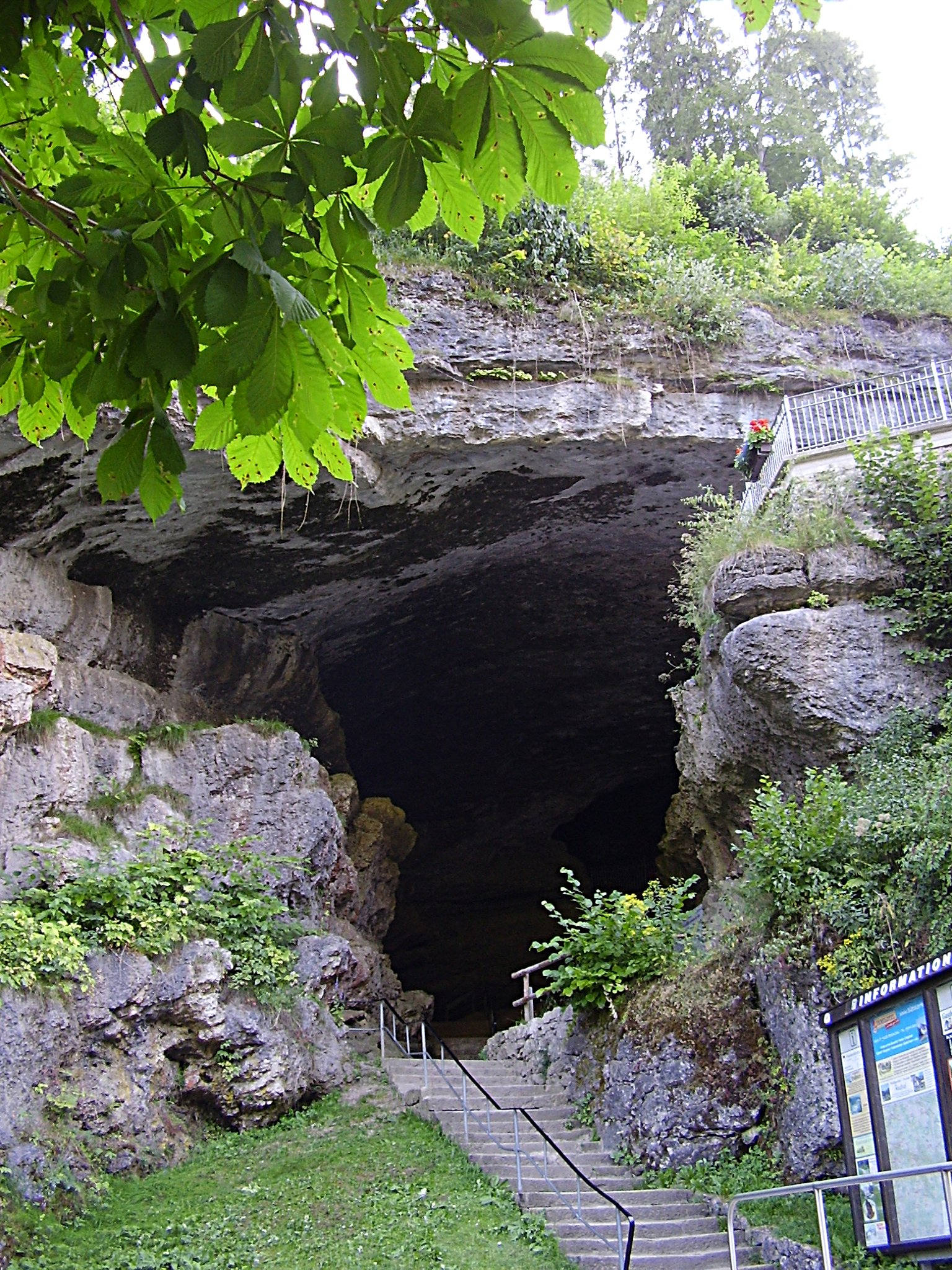
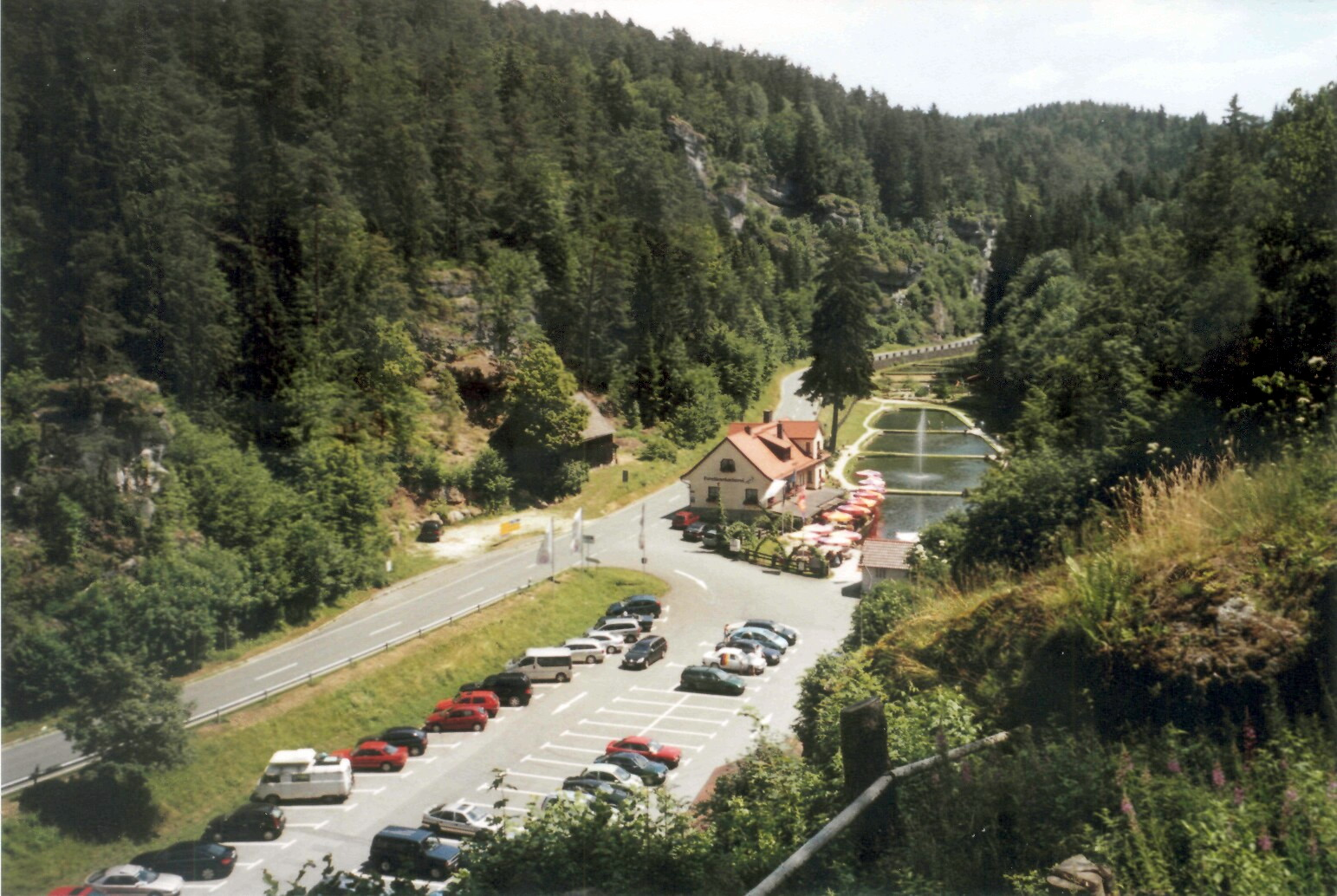
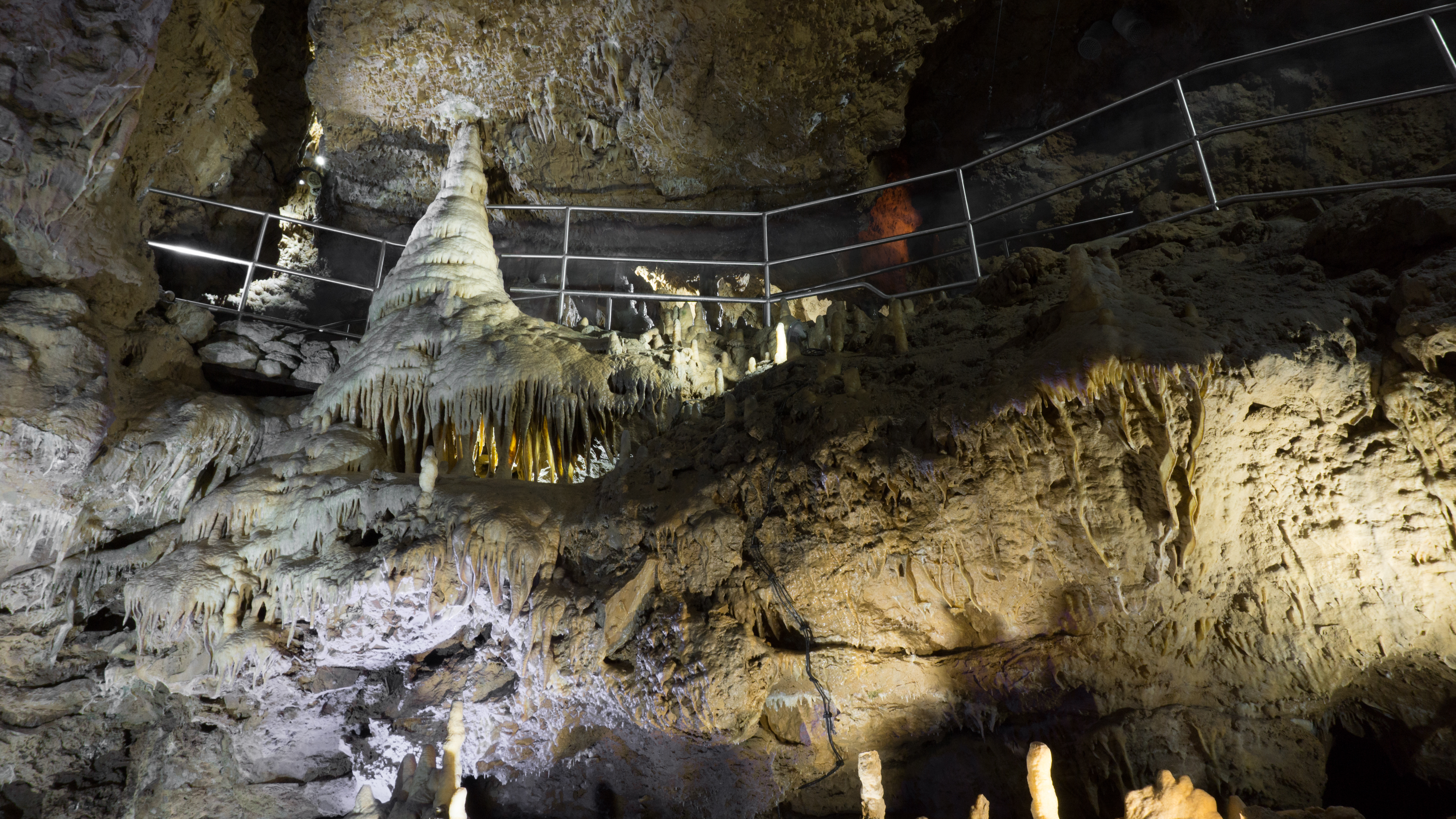
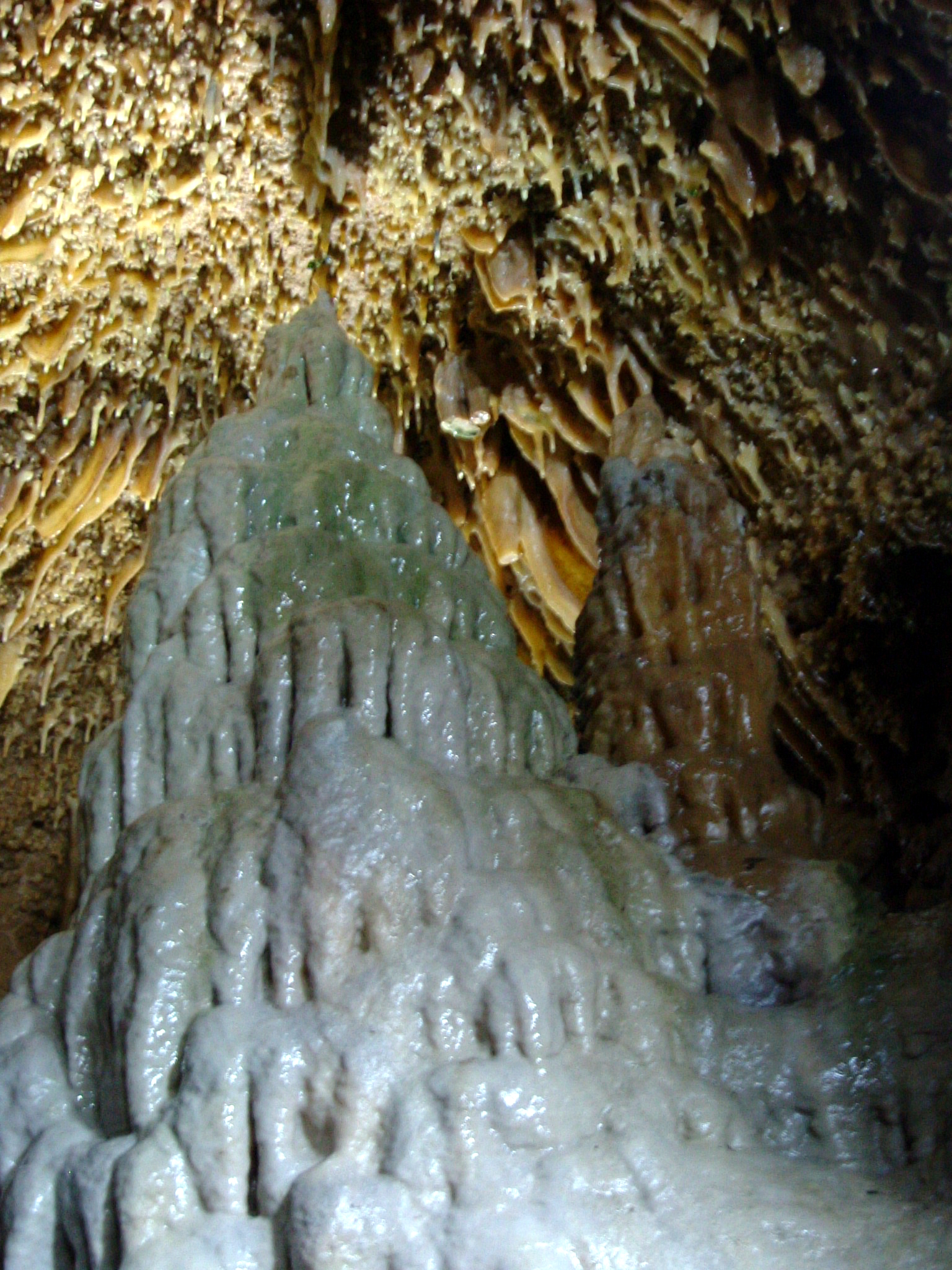
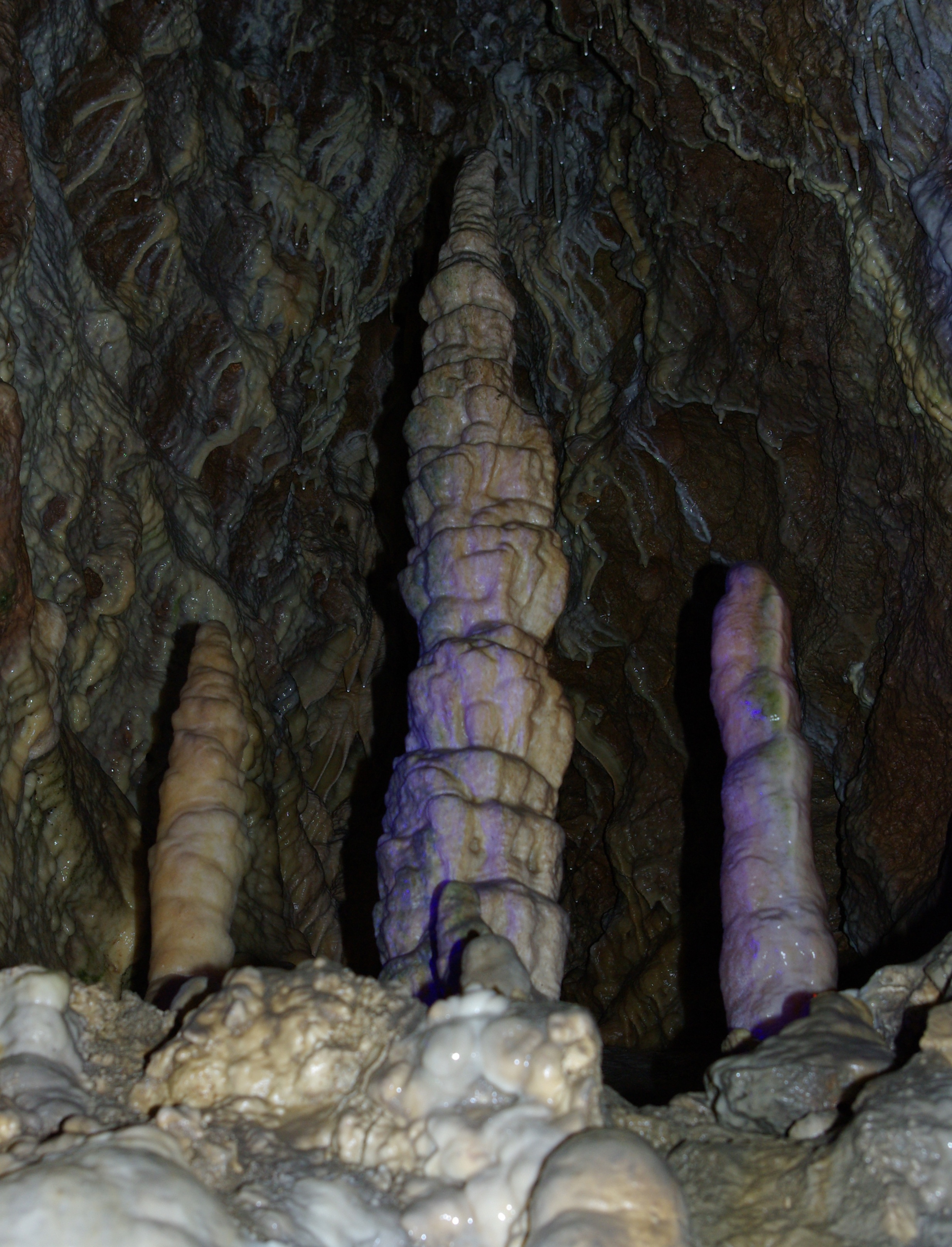
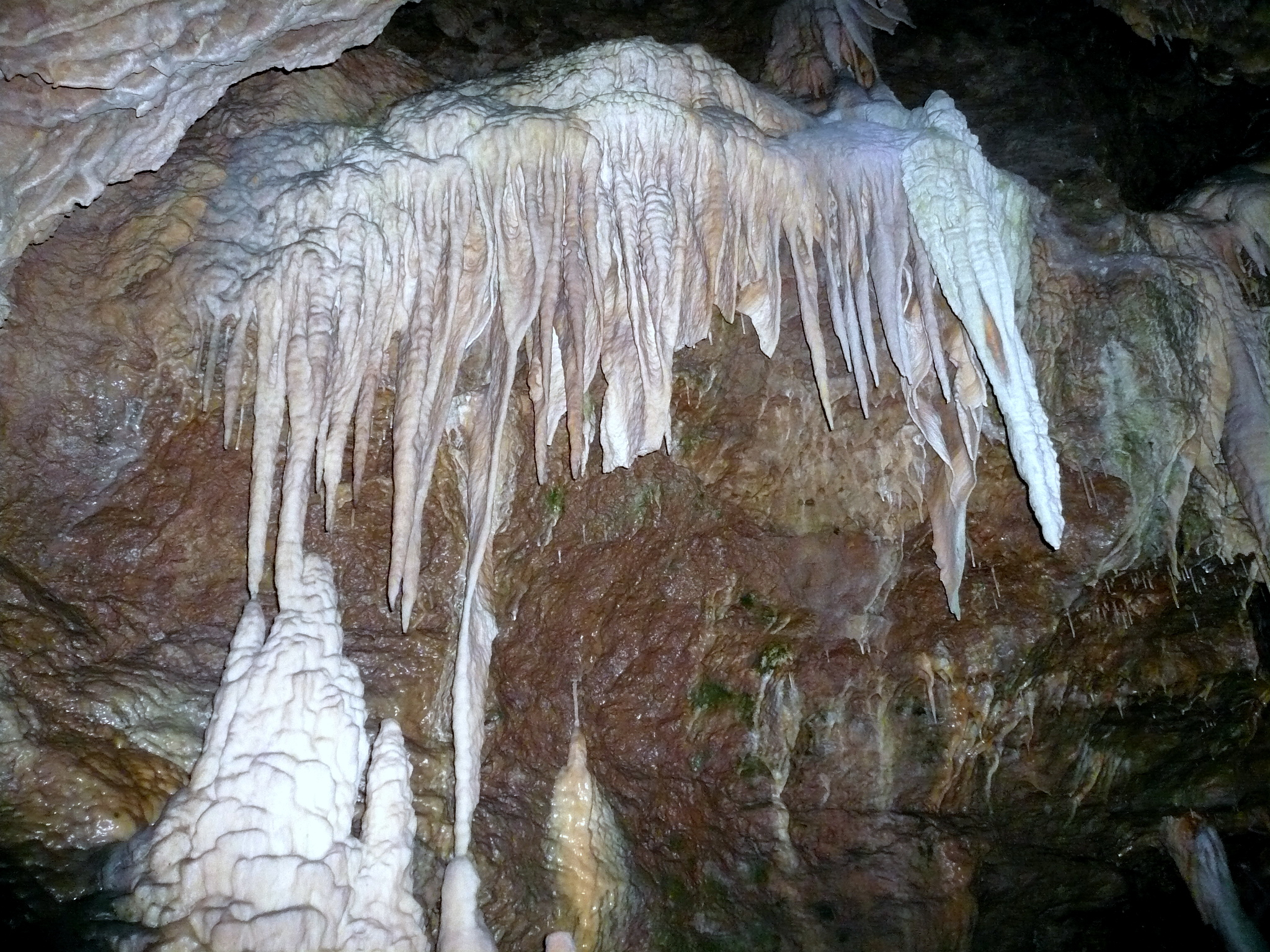
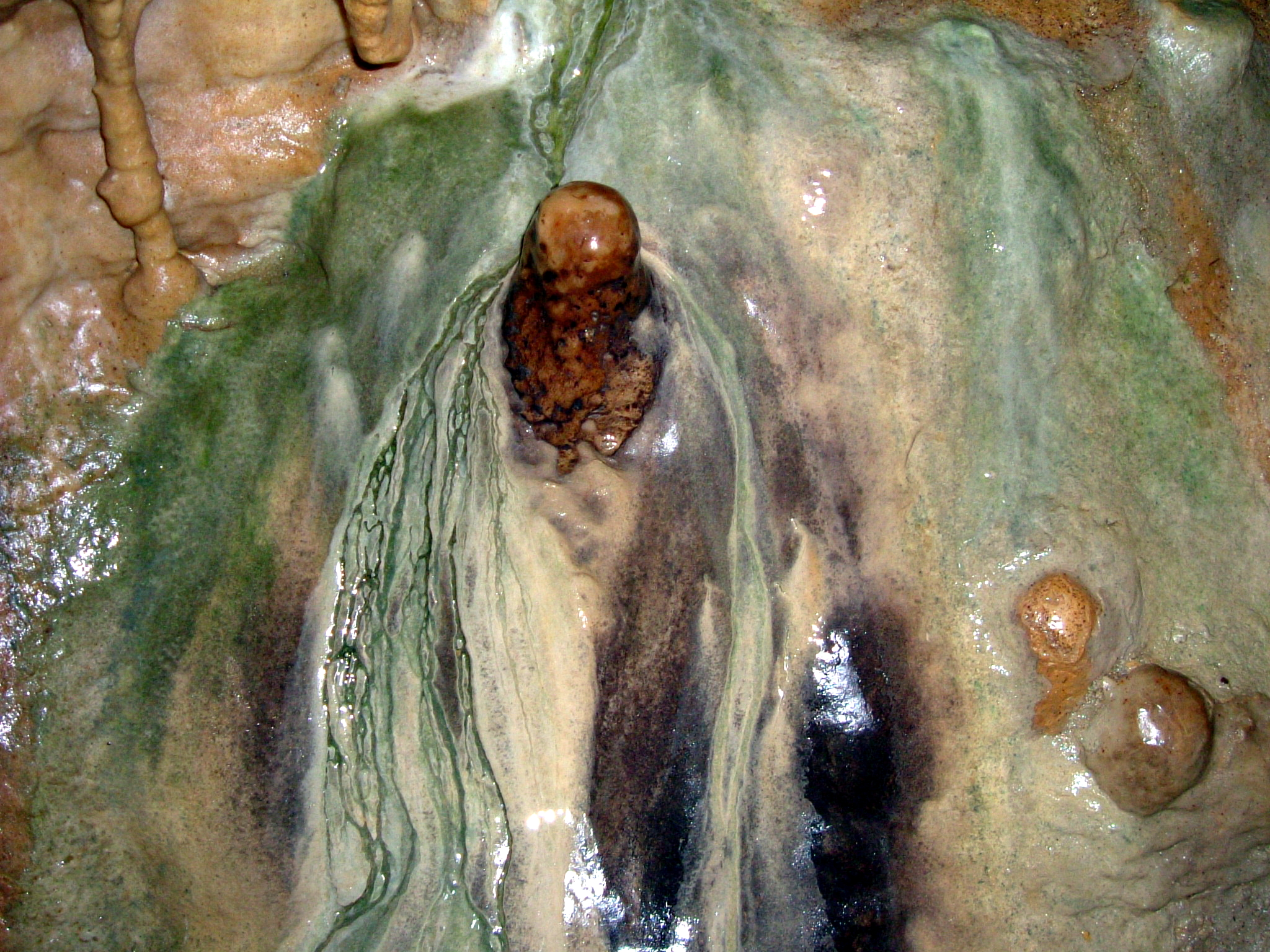

## Galéria

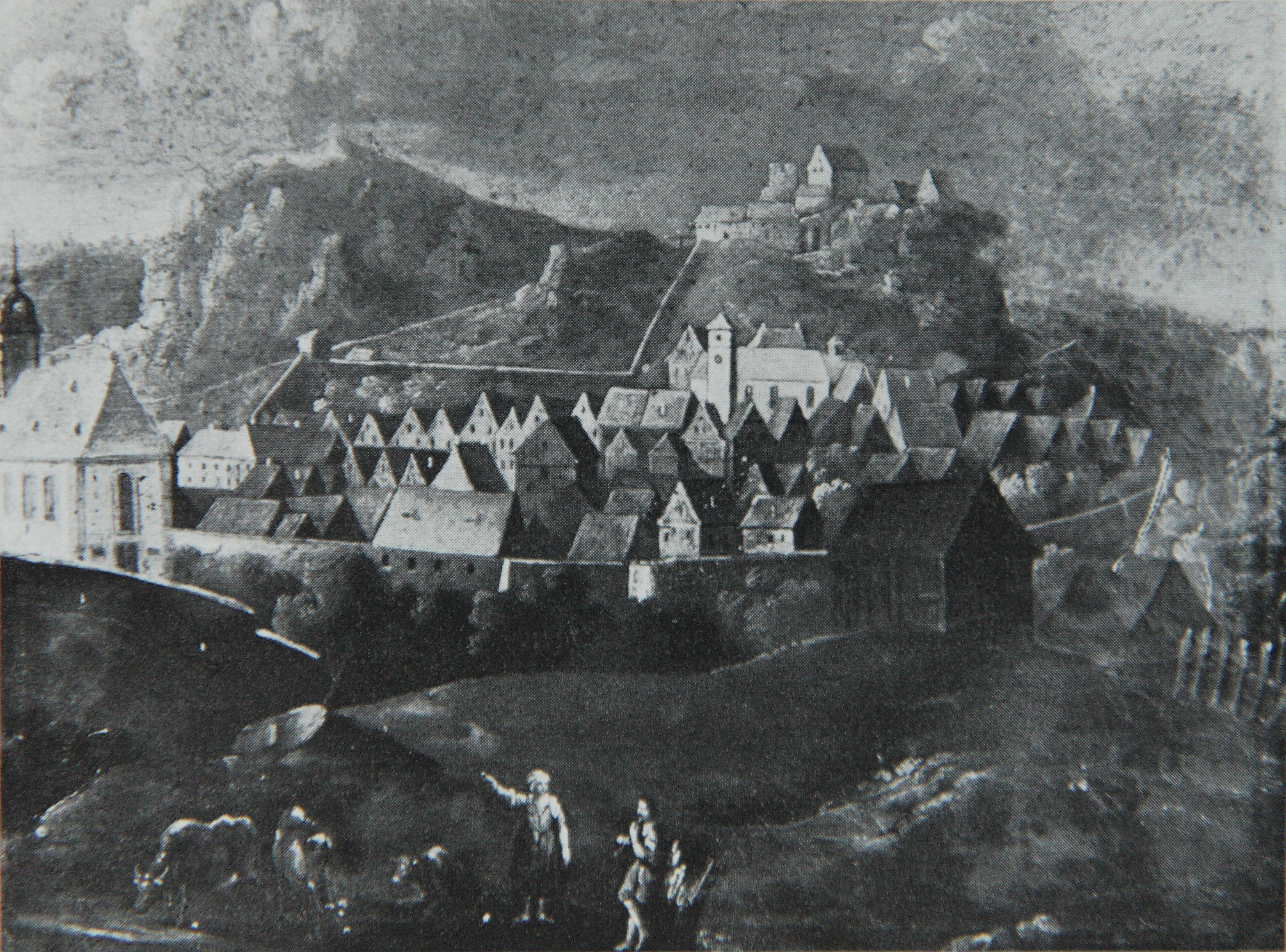
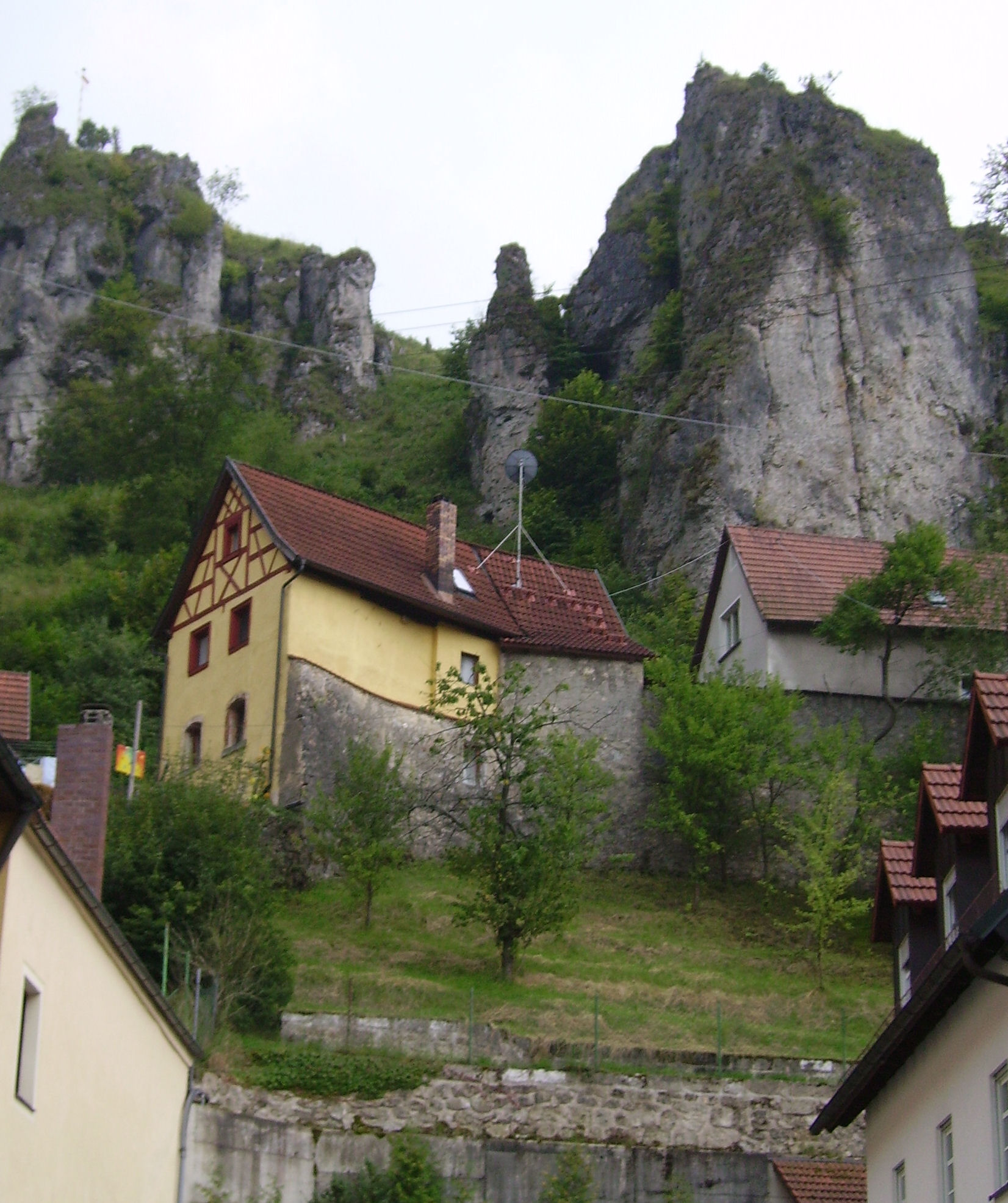
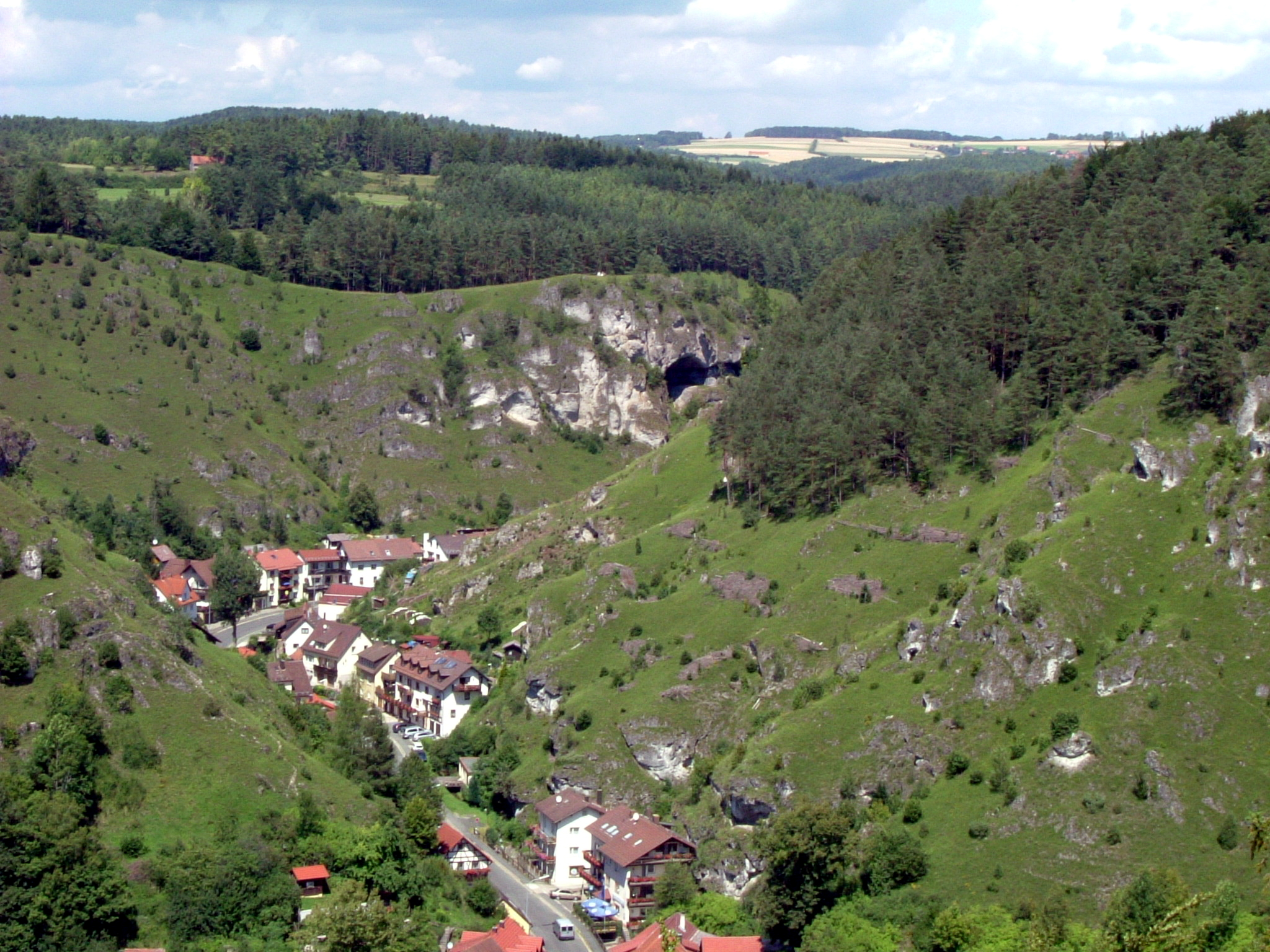
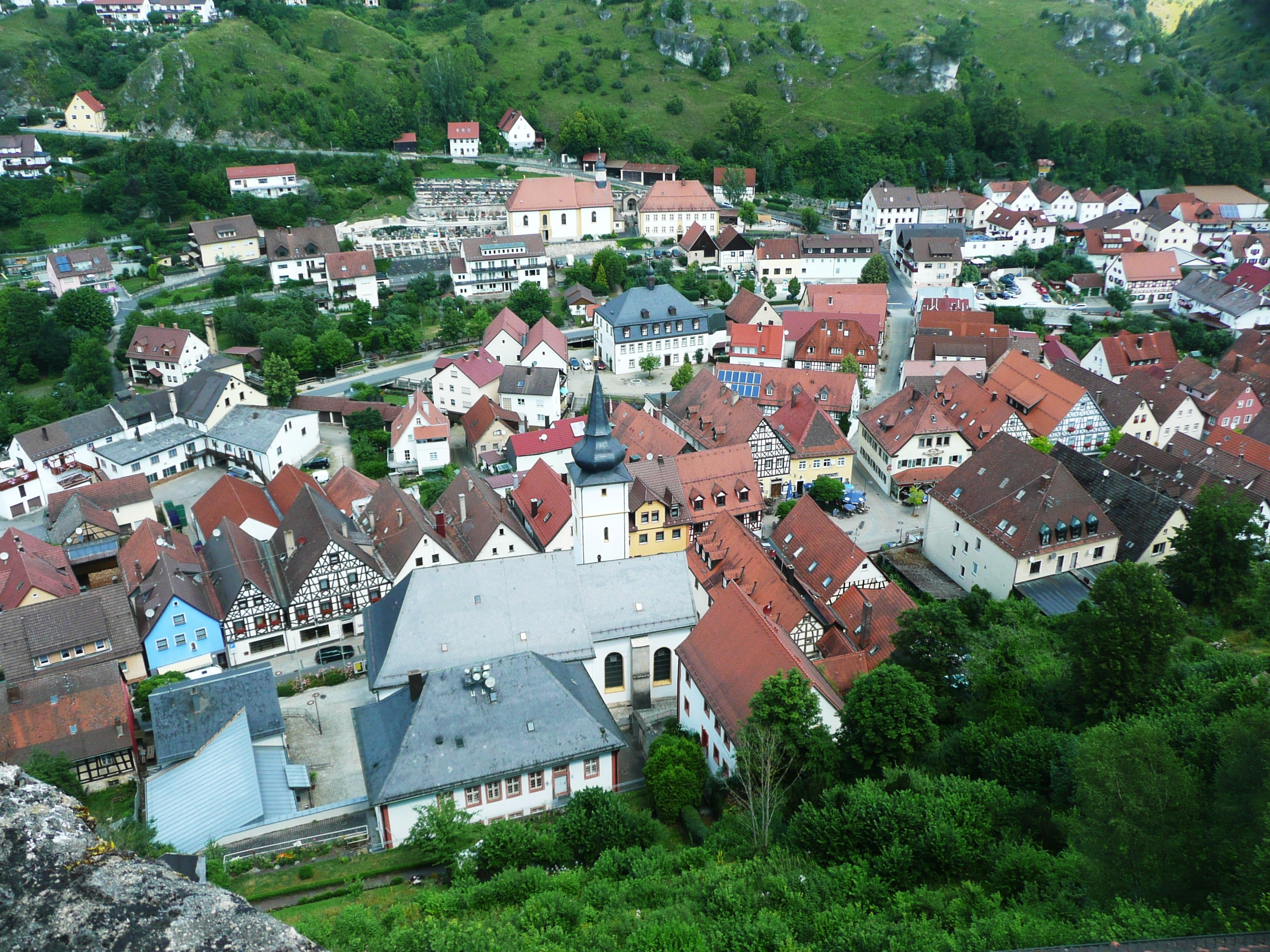
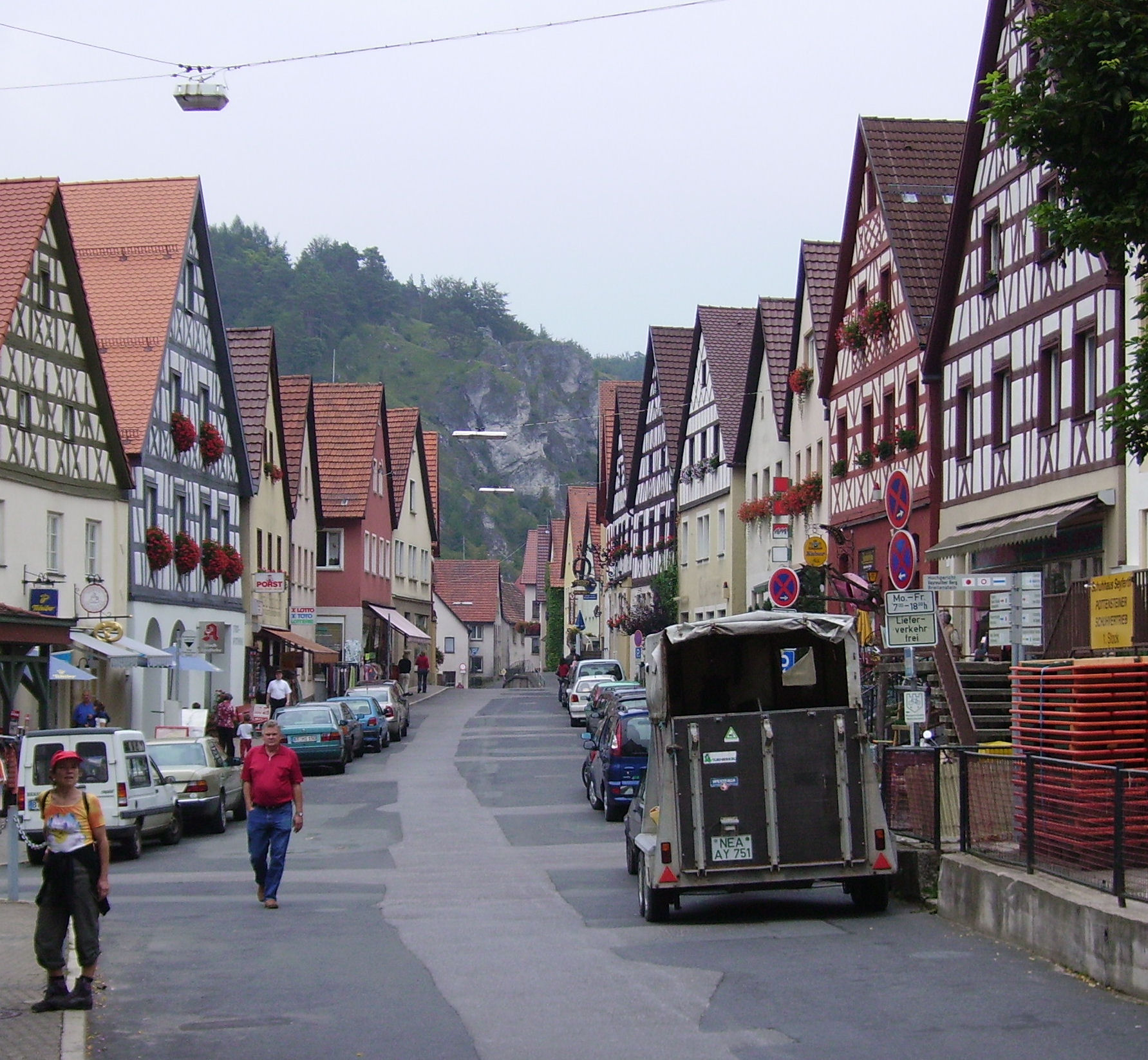
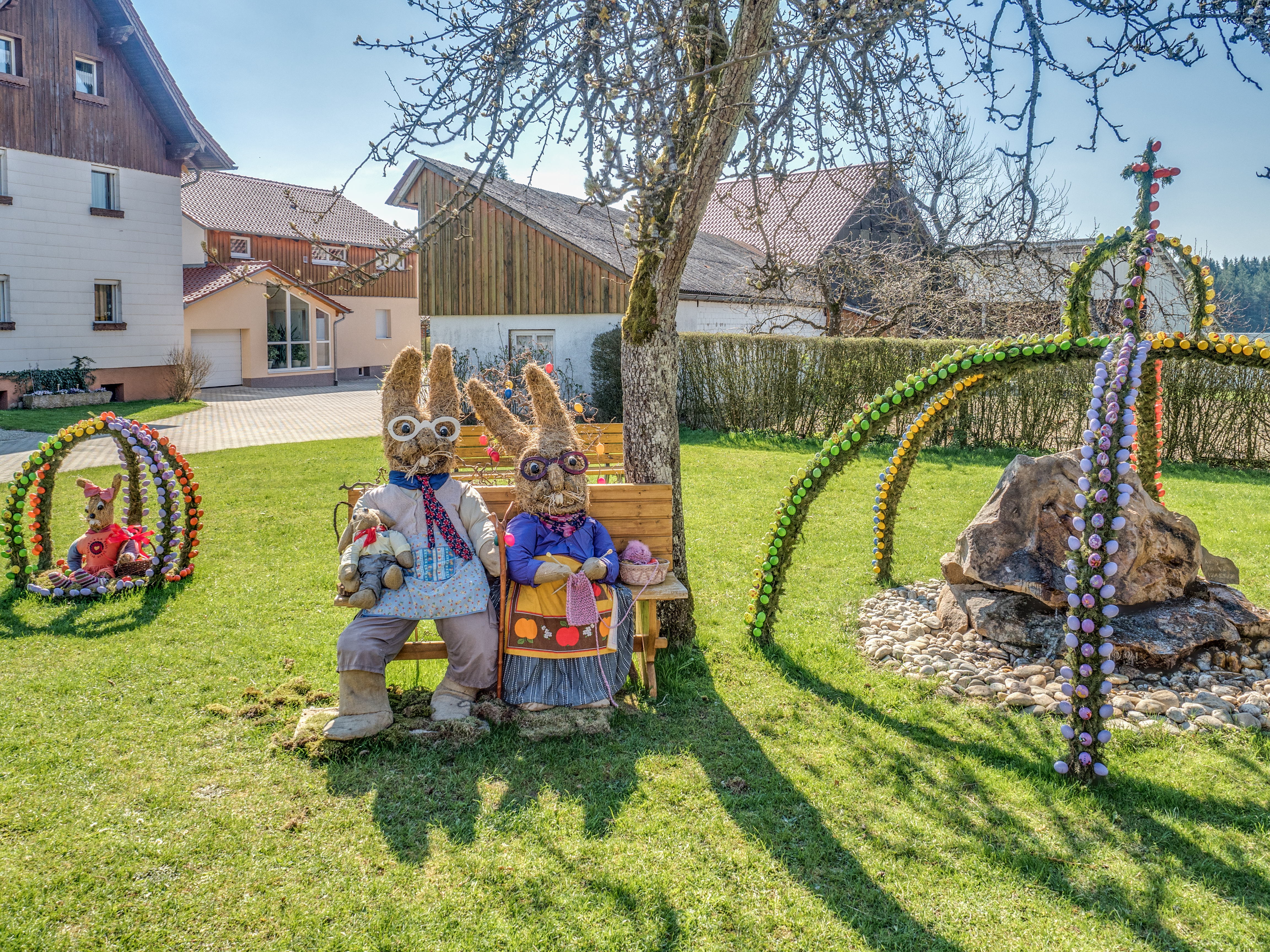
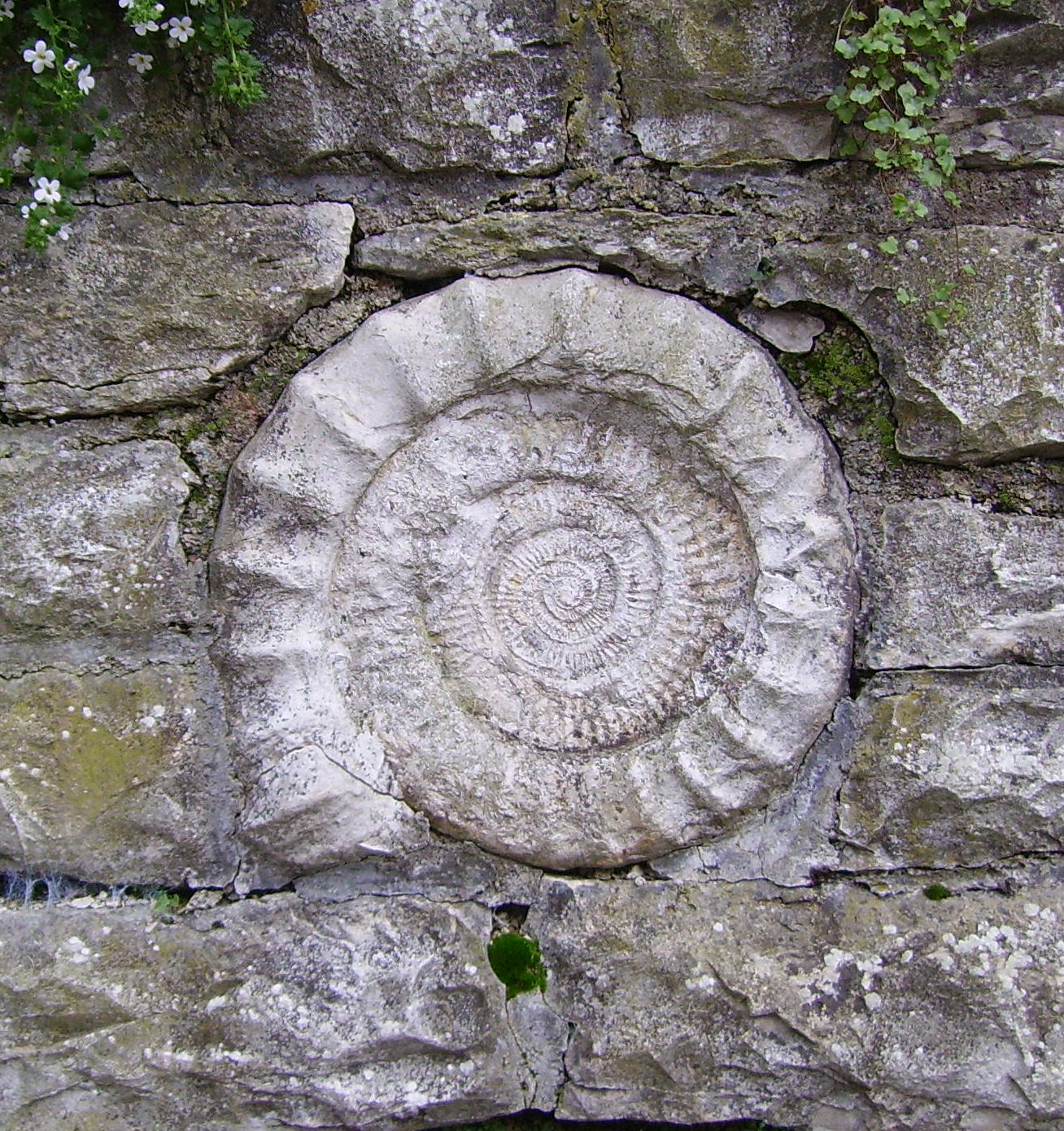
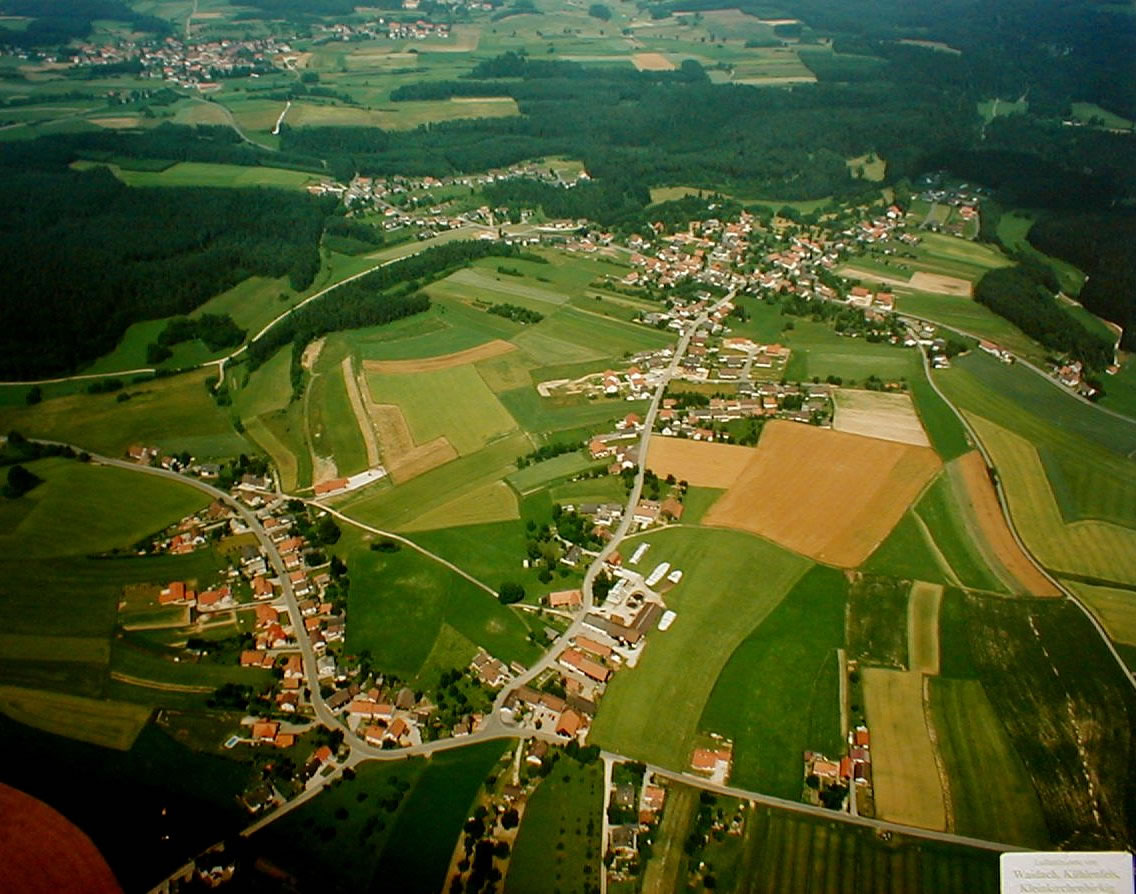

## Nevezetességek
- Taufelshöhle nevű cseppkőbarlang - a település közelében található.
- Késő gótikus temploma
- Helytörténeti múzeum